# Kasandana
Kasandana je bila ahemenidska kraljica, najpoznatija kao žena Kira Velikog. Bila mu je omiljena supruga.

## Obitelj
Kasandana je bila kćer Farnaspa, sestra Otana te žena velikog kralja Kira Velikog, osnivača Ahemenidskog Perzijskog Carstva. Rodila je Kiru dva sina; Kambiza II. koji je naslijedio oca i osvojio Egipat, Smerdisa koji je navodno također kratko vladao Perzijskim Carstvom, te kćeri Atosu i Artistonu.
Kasandanina kćer Atosa kasnije je imala važnu ulogu u ahemenidskoj kraljevskoj obitelji jer se udala za Darija Velikog i rodila mu nasljednika Kserksa I. Njezin veliki utjecaj u perzijskoj kraljevskoj kući može se objasniti kako je bila izravni potomak slavnog Kira Velikog.

## Smrt
Prema Herodotu, nakon Kasandanine smrti svi narodi Kirovog carstva izrazili su „veliku žalost“. U Nabonidovim kronikama spominje se kako je nakon njene smrti u Babiloniji proglašeno šest dana žalosti. Povjesničar M. Boyce smatra kako je Kasandana sahranjena u Pasargadu.

## Poveznice
- Kir Veliki
- Kambiz II.
- Smerdis
- Atosa
- Artistona
- Darije Veliki
- Ahemenidi
- Ahemenidsko Perzijsko Carstvo

## Vanjske poveznice
- Kasandana (enciklopedija Iranica)  Arhivirana inačica izvorne stranice od 31. srpnja 2009. (Wayback Machine)
- Obiteljsko stablo - Kasandana